# ناتاشا هیستینگز
ناتاشا هیستینگز (انگلیسی: Natasha Hastings؛ زادهٔ ۲۳ ژوئیهٔ ۱۹۸۶) دونده اهل ایالات متحده آمریکا است.